# Polyzonus opacus
Polyzonus opacus là một loài bọ cánh cứng trong họ Cerambycidae.